# Full Circle (groupe)
Pour les articles homonymes, voir Full Circle.
Full Circle est un groupe musical canadien, originaire de Toronto, en Ontario, mélangeant hip-hop, freestyle et house constitué du rappeur Jimmy Prime, Jay Whiss, Donnie, Smoke Dawg, SAFE et Puffy L'z. Ils sont reconnus pour leur chanson Full Circle sortie en 2016 et produite par Boi-1da,

## Discographie

### Singles
- 2016 : Income
- 2016 : El Chapo
- 2016 : Full Circle
- 2016 : The World is Yours
- 2019 : NorthernSound

### Singles collaboratifs
- 2016 : Time Flies (Jay Whiss avec Jimmy Prime et Smoke Dawg)
- 2016 : Driven (Jay Whiss avec SAFE)
- 2017 : Feeling Great (Donnie avec Puffy L'z)
- 2017 : Been Through (Donnie avec SAFE and Puffy L'z)
- 2017 : Humana[3] (Jimmy Prime avec Donnie, Smoke Dawg)
- 2018 : Feeling Great (Smoke Dawg avec Jimmy Prime et SAFE) (extrait de Struggle Before Glory[4])
- 2018 : Down (Smoke Dawg avec Jay Whiss and SAFE)
- 2018 : These Games (Smoke Dawg avec SAFE et Jay Whiss)
- 2019 : Good as it Gets (Donnie avec Jimmy Prime, Smoke Dawg)
- 2019 : From the Beginning to the End
- 2019 : Attic (Donnie avec SAFE)
- 2019 : Boring (Puffy L'z avec Smoke Dawg, Jay Whiss)
- 2019 : Take No L'z (extrait de Every Night[5]) (Jay Whiss avec SAFE)
- 2019 : Dark Cloud EP
- 2019 : Valet (Jay Whiss avec Puffy L'z) (extrait de Peace of Mind)
- 2020 : Diamonds Dripping (Smoke Dawg avec Jay Whiss, Young Smoke) (extrait de Struggle Before Glory (Deluxe))
- 2020 : Belligerent[6] (Donnie avec Young Smoke)